# Đại dịch COVID-19 tại Canada
Bản mẫu:Dữ liệu đại dịch COVID-19/Biểu đồ số ca nhiễm tại Canada
Trường hợp đầu tiên mắc bệnh coronavirus 2019 (COVID-19) tại Canada trong đại dịch COVID-19 đã được xác nhận vào ngày 25 tháng 1 năm 2020, khi một người đàn ông trở về Toronto sau khi đi du lịch ở Vũ Hán, Trung Quốc. Tính đến  ngày 13 tháng 4 năm 2024, đã có 4,946,090 trường hợp nhiễm COVID-19 được báo cáo ở Canada và 59,034 trường hợp tử vong.
Hầu hết các ca nhiễm là ở Ontario (103 trường hợp) và British Columbia (73 trường hợp, 1 trường hợp tử vong). Các tỉnh khác báo cáo các trường hợp là Alberta (39 trường hợp), Quebec (39 trường hợp), Manitoba (4 trường hợp), Saskatchewan (2 trường hợp), New Brunswick (2 trường hợp), Đảo Prince Edward (1 trường hợp), và Newfoundland và Labrador (1 trường hợp). Hai ca nhiễm đã được hồi hương từ tàu du lịch Grand Princess.
Cho đến tháng 3, tất cả các ca nhiễm được liên kết với lịch sử du lịch gần đây của khách khi du lịch tới một quốc gia có số lượng đáng kể các ca nhiễm coronavirus. Trường hợp lây truyền cộng đồng đầu tiên ở Canada đã được xác nhận tại BC vào ngày 5 tháng 3.